# Reza Aslan
Reza Aslan (n. 3 mai 1972) este un scriitor și profesor american de origine iraniană.
Este cunoscut pentru cărțile sale referitoare la islam și creștinism: No god but God: The Origins, Evolution, and Future of Islam și Zealot: The Life and Times of Jesus of Nazareth. 
Este membru al Academiei Americane de Religie.
În 1979, familia sa a emigrat din țara natală datorită situației sociale create de Revoluția Iraniană, iar Reza Aslan își petrece tinerețea în San Francisco Bay Area.
La 15 ani se convertește la creștinismul evanghelic, ca apoi să revină la islam cu puțin înainte de a începe cursurile la Harvard.
Susținător al libertății religioase, a criticat Jihadul, susținând că trebuie realizată distincția dintre islamism și jihadism.
De asemenea, a criticat concepțiile lui Sam Harris și Richard Dawkins, care nu ar avea studii religioase temeinice privind religia și efectului acesteia asupra comportamentului uman.
S-a căsătorit cu antreprenoarea Jessica Jackley și împreună au trei copii.